# Bursadella grammatistis
Bursadella grammatistis är en fjärilsart som beskrevs av Edward Meyrick 1906. Bursadella grammatistis ingår i släktet Bursadella och familjen Immidae. Inga underarter finns listade i Catalogue of Life.